# Wierchy
Wierchy – rocznik poświęcony tematyce górskiej. Początkowo rocznik nosił podtytuł Rocznik poświęcony górom i góralszczyźnie, po wojnie Rocznik poświęcony górom. Czasopismo stanowi kontynuację „Pamiętnika Towarzystwa Tatrzańskiego”.

## Historia
Wydawanie rocznika rozpoczęto we Lwowie w latach 1923–1926 (tomy 1–4), od 1927 w Krakowie. Wydawcą „Wierchów” było w latach 1927–1950 Towarzystwo Tatrzańskie, od 1951 roku jest to organ PTTK (od tomu 20). Od rocznika 43 (1974 r.) wydawnictwo firmuje Centralny Ośrodek Turystyki Górskiej PTTK w Krakowie, a wydawcą jest Oficyna Wydawnicza „Wierchy”. Do 2021 ukazało się 85 tomów, z czego 16 przed II wojną światową (w 2021 r. tom 85. za rok 2019).
Tomy rocznika ukazują się w formacie ok. 235 x 165 mm i objętości 340–380 stron druku. Aktualnie (tom 85.) ilustrowane są barwnymi zdjęciami, zwykle każdy tom zawiera 4 barwne ilustracje w formie niepaginowanych wklejek.
W latach międzywojennych w roczniku dominowały zagadnienia tatrzańskie, lecz szereg artykułów dotyczył obszaru całych Karpat, w szczególności pasm Karpat Wschodnich znajdujących się na terenie ówczesnej Polski, jak: Bieszczady Wschodnie, Czarnohora czy Gorgany. W latach powojennych tematyka rozszerzyła się o tereny Sudetów oraz obszary związane z polskimi wyprawami wysokogórskimi, m.in. w Hindukusz, Kaukaz, Andy czy Himalaje. Materiały prezentowane w roczniku dotyczą bardzo szerokiej tematyki: przyrody gór i problemów jej ochrony, historii terenów górskich, etnografii, obrazu gór w kulturze i sztuce, a także historii i bieżących wydarzeń w dziedzinach turystyki górskiej, alpinizmu, speleologii itp.
Każdorazowo ok. połowy objętości rocznika zajmują większe artykuły dotyczące wyżej wymienionej tematyki. Pozostałą część zajmuje „Kronika”, w której zwykle znajdują się działy: Badania naukowe, Ochrona przyrody, Przyczynki krajoznawcze, Przyczynki historyczne, Ratownictwo, Turystyka, W górach i pod górami, Materiały do biografii ludzi gór. Część sprawozdawcza obejmuje zwykle sprawozdania z działalności Komisji Turystyki Górskiej ZG PTTK oraz Centralnego Ośrodka Turystyki Górskiej PTTK. Tom zamykają działy: Piśmiennictwo (recenzje literatury górskiej), Kronika zmarłych oraz Streszczenia obcojęzyczne.

## Redaktorzy naczelni
1. 1923–1929 Jan Gwalbert Pawlikowski,
2. 1928–1934 Walery Goetel,
3. 1935–1938 Jan Alfred Szczepański,
4. 1947–1949 Walery Goetel,
5. 1950–1975 Władysław Krygowski,
6. 1976–1983 Marek Sobolewski,
7. od 1983 Wiesław A. Wójcik.